# Nedlitz (Zerbst)
Nedlitz ist ein Ortsteil der gleichnamigen Ortschaft der Stadt Zerbst/Anhalt im Landkreis Anhalt-Bitterfeld in Sachsen-Anhalt, (Deutschland).

## Geografie
Das Dorf Nedlitz im Hohen Fläming liegt im Quellbereich des nördlichen Nuthearmes im Naturpark Fläming und ist von ausgedehnten Wäldern umgeben. Die Landesgrenze zu Brandenburg verläuft unmittelbar östlich von Nedlitz. Die Stadt Zerbst/Anhalt ist 15 Kilometer entfernt, der Möckerner Ortsteil Loburg zwölf Kilometer.
Die Nachbarorte sind Zipsdorf im Nordosten, Reuden/Anhalt im Osten, Hagendorf im Südosten, Dobritz im Süden, Deetz im Südwesten sowie Isterbies, Rosian, Schweinitz und Schweinitzer Hütten im Nordwesten.
Die Ortschaft Nedlitz bildet sich durch die Ortsteile Hagendorf (23 Einwohner) und Nedlitz (686 Einwohner).

## Geschichte

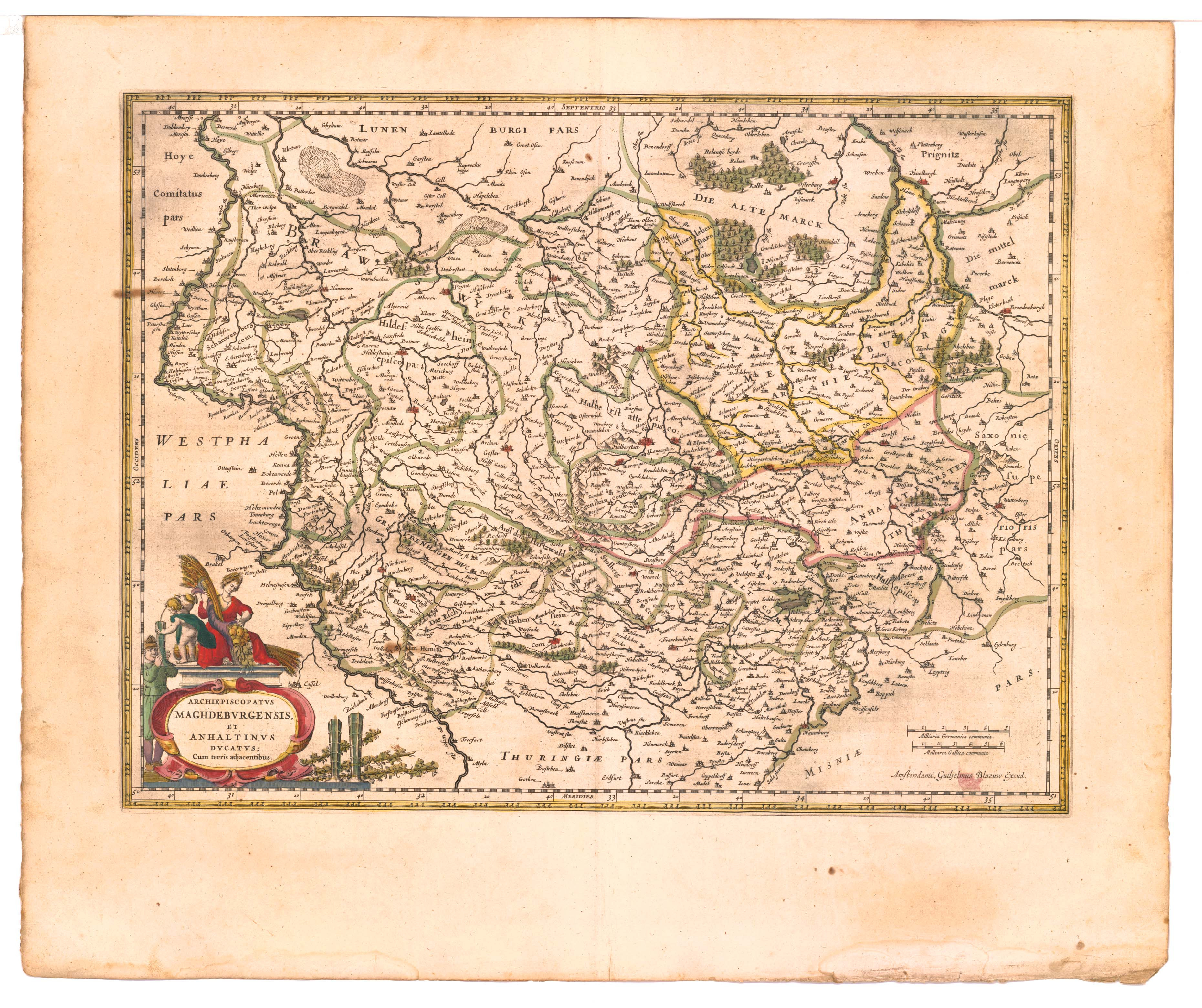
Anhaltinus Ducatus im Jahr 1645

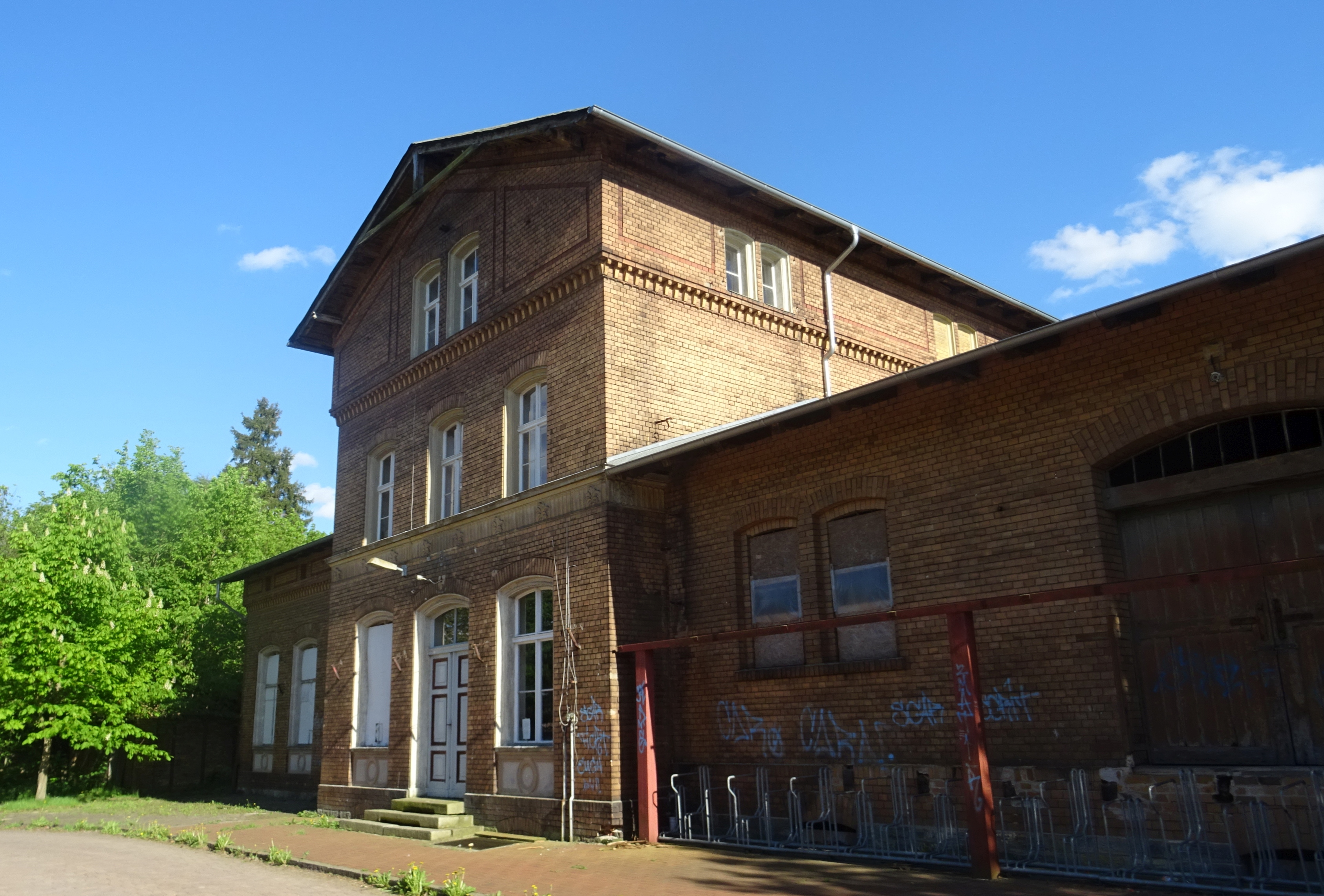
Bahnhof

Nedlitz wurde vermutlich 1331 als Naustedelitz erstmals urkundlich erwähnt als das Zerbster Nonnenkloster Güter aus diesem Dorf verkaufte. Der Ortsname geht auf das altsorbische Wort für Gemeingut zurück. Das Gebiet im Vierländereck zwischen Erzstift Magdeburg, Anhalt, Mittelmark und Sachsen befand sich im 14. Jahrhundert als Grafschaft Lindau im Besitz der edelfreien Grafen von Lindow-Ruppin. Im Jahr 1370 verpfändete Graf Albrecht VI. von Lindow-Ruppin die Herrschaft Lindau an Fürst Johann II. von Anhalt-Köthen. Zu der Zeit verfügte Nedlitz über eine Kirche. 1396 erhielt das Zerbster Augustiner-Eremitenkloster eine vor 1300 gegossene Glocke aus der Nedlitzer Kirche, so dass der Historiker Matthias Friske annimmt Nedlitz bestand bereits vor 1300 und war 1396 wieder eine Wüstung. Die Feldmarke von Nedlitz wurde in den Folgejahren von den Deetzer Bauern bewirtschaftet.
1457 gehörte Nedlitz als Zubehör zu Lindau und wird im Bistumsmatrikel von 1459 als Hagen Nedlitz, ohne den Zusatz Wüst genannt. 1461 wurde die Herrschaft Lindau schließlich an die Fürsten von Anhalt-Köthen mit einem Wiederkaufsrecht verkauft. Mit dem Erlöschen des Adelsgeschlechts Lindow-Ruppin ging 1524 das Wiederkaufsrecht an deren Lehnsherren, die Kurfürsten von Brandenburg, über. 1536 war Nedlitz, welches wegen des schlechten Bodens auch das dürre Nedlitz genannt wurde, eine zu Deetz gehörende wüste Feldmark und wurde 1568 dem Pfarrer von Quast zugewiesen. Ab 1571 wurde Nedlitz wieder neu angericht und verfügte über 24 Hufen Ackerland. 1592 wird in Nedlitz wieder ein Schulze erwähnt und ab 1596 ein Pfarrer. Ab da auch wieder eine Kirche, die zum Kirchspiel Reuden gehörte. 1577 überließ Kurfürst Johann Georg von Brandenburg dem Haus Anhalt Lindau als Mann- und Afterlehen.
Mit der Erbteilung Anhalts 1603 gehörte das Amt Lindau mit Nedlitz, Dobritz, Grimme und Reuden zu Anhalt-Zerbst. Im Dreißigjährigen Krieg wurde der Ort 1636 durch die Pest menschenleer und durch Feuer zerstört, ist auf einer Karten aus dem Jahr 1645 aber noch eingezeichnet. Nach und nach wurde das Dorf als fürstliches Amtsdorf wiederaufgebaut und erhielt 1717 eine neue Kirche als Filialkirche von Deetz. Ab der Zerbster Teilung 1797 gehörte das Amt Lindau zu Anhalt-Köthen. Nedlitz wurden dabei von Deetz getrennt und kam unter Leopold III. Friedrich Franz zu Anhalt-Dessau. Bis 1800 bestand ein fürstliches Vorwerk, aus dem ein Gasthaus wurde. Das Dorf hatte zu der Zeit 50 Häuser, eine Försterei, 370 Einwohner sowie eine Schule und eine Kirche. Laut zeitgenössischer Darstellung wurden mit den Nachbarn ziemlich viele Geschäfte gemacht.
Am 11. Juni 1873 beschloss die preußische Staatsregierung aus militärisch-strategischen Überlegungen den Bau einer Bahnstrecke zwischen Berlin und Metz, der sogenannten Kanonenbahn. Im Zuge der Baumaßnahmen ab 1875 erhielt auch Nedlitz einen Bahnhof, der am 15. Mai 1879 seinen Betrieb aufnahm.
Am 1. Juli 1950 wurde die bis dahin eigenständige Gemeinde Hagendorf eingegliedert.
Im Jahre 2008 lebten 641 Einwohner (31. Dezember 2008) in Nedlitz.
Am 1. Januar 2010 wurde Nedlitz mit dem zugehörigen Ortsteil Hagendorf nach Zerbst/Anhalt eingemeindet.

## Politik

### Ortschaftsrat
Als Ortschaft der Stadt Zerbst/Anhalt übernimmt ein so genannter Ortschaftsrat die Wahrnehmung der speziellen Interessen des Ortes innerhalb bzw. gegenüber den Stadtgremien. Er wird aus neun Mitgliedern gebildet.

### Bürgermeister
Der letzte Bürgermeister der Gemeinde Nedlitz war Mario Buge.
Als weiteres ortsgebundenes Organ fungiert der Ortsbürgermeister, dieses Amt wird zur Zeit von Mario Buge wahrgenommen.

### Wappen
| Wappen der Ortschaft Nedlitz | Blasonierung: „In Grün ein silberner Wellenbalken; oben ein silberner Eichenzweig mit einer steigenden Eichel, unten eine silberne Damhirschschaufel.“ |
| Wappen der Ortschaft Nedlitz | Wappenbegründung: Die Farben des Ortes sind Grün-Weiß (Silber). Alle drei im Wappen befindlichen Symbole hatten und haben für das Gemeinwesen große wirtschaftliche Bedeutung. Das Eichenlaub steht für die Friedenseiche wie auch für den Waldreichtum dieser Gegend, wie auch die Damhirschschaufel auf den Wildreichtum hinweisen soll. Der Wellenbalken bezieht sich auf die Nuthe, welche hier entspringt. Das Wappen wurde in der Quedlinburger Wappenrolle unter der Nummer QWR II/89018 registriert. Das Wappen wurde von der Heraldischen Gesellschaft „Schwarzer Löwe“ Leipzig gestaltet, am 11. Mai 1998 durch das Regierungspräsidium Dessau genehmigt und im Landesarchiv Sachsen-Anhalt unter der Wappenrollennummer 25/1998 registriert. |

### Flagge
Die Flagge ist grün-weiß-grün (1:2:1) gestreift und das Wappen ist mittig auf dem breiten Mittelstreifen aufgelegt.

## Kirche

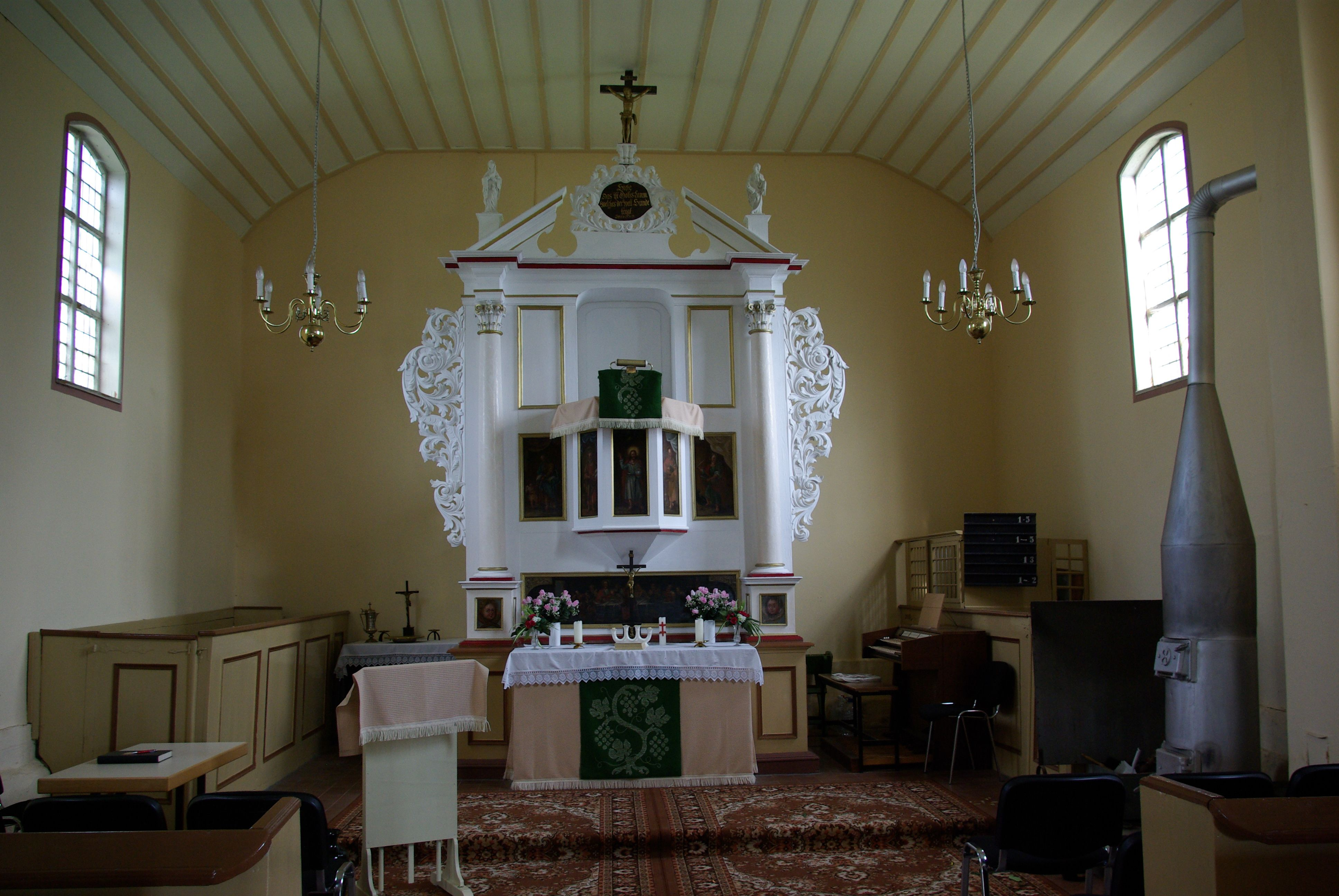
Innenansicht der Dorfkirche

Nedlitz verfügte in seiner Geschichte nacheinander über drei Kirchen. Die aktuelle ist eine evangelische Ständerfachwerkkirche aus dem Jahr 1717, die für die Region eher unüblich ist. Im Innern befindet sich ein hölzernes Muldengewölbe und ein barocker Kanzelaltar. Eine Glocke aus dem 12. Jahrhundert der ersten Nedlitzer Kirche existierte noch bis 1945 im Schlossmuseum Zerbst.

## Verkehrsanbindung
Nedlitz liegt an der Bundesstraße 246 (Möckern–Bad Belzig). Von Nedlitz zweigt eine Straßenverbindung über Deetz nach Lindau und Zerbst ab. Der Bahnhof Nedlitz lag an der Bahnstrecke Berlin–Blankenheim. In den 1990er Jahren wurde die Strecke für Geschwindigkeiten von bis zu 160 km/h ausgebaut und elektrifiziert, zeitweise verkehrten hier sogar ICE-Züge (ohne Halt), die Strecke wurde jedoch im Dezember 2004 stillgelegt und im Herbst 2015 abgebaut.